# Rio Jenipapo
O rio Jenipapo é um curso de água que banha o estado da Paraíba, Brasil.